# Acontia costiplaga
Acontia costiplaga là một loài bướm đêm trong họ Noctuidae.